# 奇巧巧克力
奇巧巧克力（英語：Kit Kat）是一款用巧克力覆盖的威化饼干糖果，由英国约克的朗特里公司创建，該公司於1988年被雀巢公司收购。
目前雀巢公司擁有奇巧巧克力在全球除北美地區以外的其他市場的生産權，而北美地區的生产销售權由好時（Hershey's）持有，向雀巢支付特許權使用費。
每分奇巧巧克力由兩條或四條巧克力條組成巧克力板，並每條由三層威化組成，其每層餅乾被一層巧克力覆蓋。每一條都可以分別掰開。Kit Kat有許多不同口味，包括牛奶、白巧克力、黑巧克力等。

## 歷史
18 世纪就有人开始将 Kit Kat 或 Kit Cat 作为食物名称了。由糕点师Christopher Catling所擁有的倫敦政治會議Kit-Cat俱樂部，会供应被称为“Kit-Kat”的羊肉派。
現今的Kit Kat品牌的起源可以追溯到1911年，當時朗特里約克是一家位於英國約克的糖果公司，其註冊的商標為Kit Cat和Kit Kat。這些名字並未被立即使用。20世紀20年代，Rowntree推出了一款名為Kit Cat的盒裝巧克力品牌。這一直持續到1930年代，那時Rowntree開始把重點轉向其他產品，如黑魔法和Dairy Box品牌。隨著替代產品的推廣，Kit Cat品牌減少並最終停止生產。最初的一份四小條巧克力餅乾棒是由一位在朗特里約克工廠的一名工人在意見箱中提出一個可以讓“男人帶到工作地點吃的點心”的意見所開發出來的點心。該巧克力條於1935年8月29日推出，名為Rowntree's Chocolate Crisp（售價2便士），並在倫敦和整個英格蘭南部銷售。
朗特里約克的巧克力脆餅乾於1937年更名為 「奇巧巧克力脆餅乾」（Kit Kat Chocolate Crisp），同年Kit Kat開始將“折斷餅乾”納入其可識別的廣告策略裡。 1942年，該品牌由於第二次世界大戰所引起的當食品短缺促使配色方案和風味發生第一次改變。Kit Kat的味道改成黑巧克力；同時包裝放棄了巧克力酥脆的標題，並且換成藍色。戰爭結束後，這個名字變成了Kit Kat，並用原始的牛奶巧克力配方和紅色包裝。

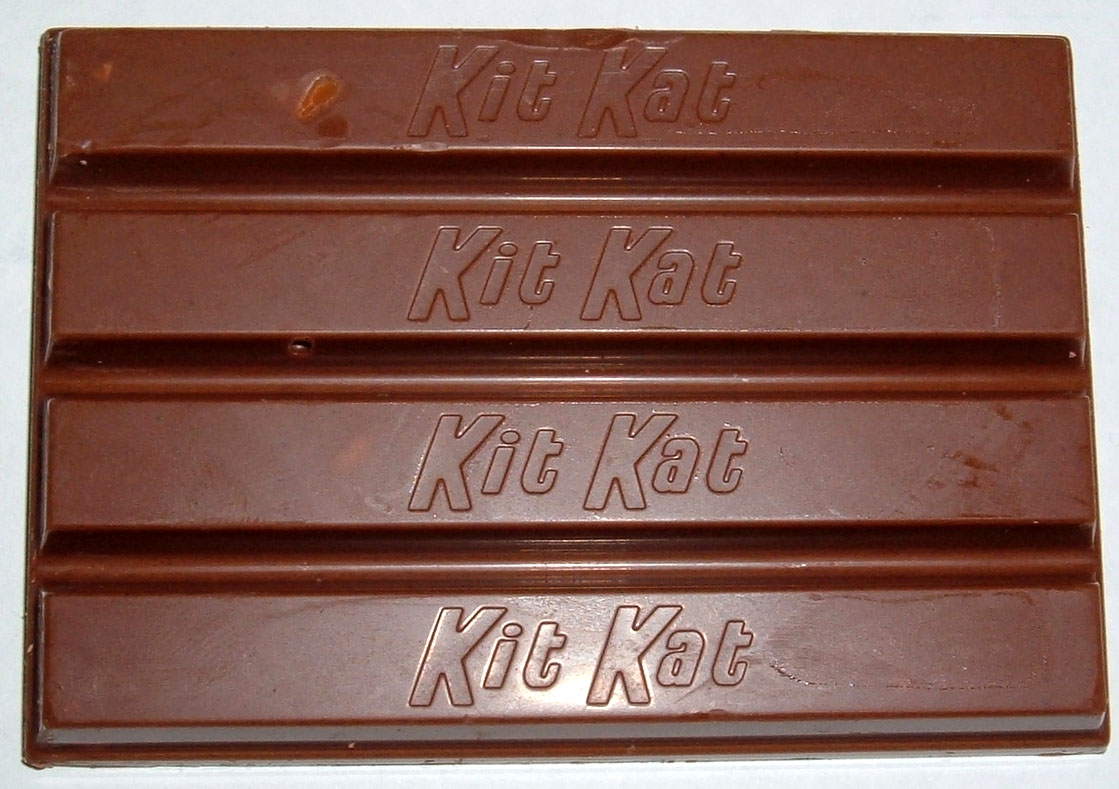
美式Kit-Kat四條

繼在英國取得成功之後，Kit Kat於1940年代出口到加拿大、南非、愛爾蘭、澳大利亞和新西蘭。1958年，JWT Orland的高階主管唐納德吉爾斯 （Donald Gilles）創造了標誌性的廣告系列「來點休息，來点Kit Kat」（"Have a Break, Have a Kit Kat"）。該品牌在1970年代更進一步擴大，當時Rowntree在德國建立了一個新的配送工廠以滿足歐洲的需求，並通過Hershey公司與日本通過不二家公司在日本建立了分銷品牌的協議。該品牌在20世紀70年代進一步擴大，當時Rowntree在德國建立了一個新的配送工廠以滿足歐洲的需求，並透過美國好時公司和日本不二家在該兩國建立了分銷品牌的協議。
1988年6月，除了美國之外，瑞士雀巢公司透過收購朗特里約克把Kit Kat成為旗下產品，使得雀巢全球控制該品牌。隨著日本新設施的增加以及在馬來西亞、印度和中國設立的其他製造業務，生產和分銷也有明顯增加 。好時公司擁有在美國生產奇巧巧克力的許可證可追溯到1970年，當時好時與朗特里約克簽訂了許可協議，只要好時沒有被出售，好時就允許保留Kit Kat牌照。在美國擁有大量業務的雀巢，有些事蹟必須功歸於在1988年收購Rowntree時所定的許可協議。由於Kit Kat是好時在美國市場的五大品牌之一，Kit Kat牌照是Hershey在2002年試圖吸引一位關鍵買家失敗的關鍵因素。
传统巧克力棒的其他口味最早出现在1996年，当时第一个口味變化——Kit Kat Orange 被引入英国。這口味的成功之後又多開發出了几个口味，包括薄荷和焦糖。1999年，Kit Kat Chunky 推出，并受到国际消费者的欢迎。从那时起，传统奇巧的变化一直在不断发展。2000年，雀巢收购了 Fujiya 在日本的市场份额，并扩大了在日本、俄罗斯、土耳其和委内瑞拉的市场，以及在东欧和中欧的市场。在过去的十年中，Kit Kat 引进了几十种不同的口味，并在特定的消费者市场中拓展了产品线。2010年10月11日，庆祝成立75周年。
传统的巧克力糖有四小條，每个约1厘米（0.4英寸）由9厘米（3.5英寸）。 一份"兩條"巧克力棒在1930年代推出，此后一直是该公司最畅销的饼干品牌。1999年的 Kit Kat Chunky（在美国被称为 Big Kat 和 Kit Kat Extra Crispy）裡有一大條，宽约2.5厘米（1英寸）。在不同地區，Kit Kat 每一份的支數都不盡相同，从日本的半條大小的奇巧小巧巧克力棒，到阿拉伯的三條版本，再到澳大利亚和法国的十二條家庭尺寸的奇巧巧克力棒。奇巧巧克力棒可以单独出售，也可以装在袋子、盒子和多个包装中出售。在爱尔兰、法国、英国和美国，雀巢也生产奇巧冰淇淋，而在澳大利亚和马来西亚有推出奇巧Drumsticks。
1990年元旦，香港代理商由利豐轉交予雀巢集團。
在1990年代，以光光巧克力的名稱在臺灣地區販售。
2010年，雀巢在纽约投资500万英镑新建了一条生产线，每年生产超过10亿个奇巧巧克力棒。
2013年3月，英國雀巢公司表示，接收到7名消費者投訴在奇巧巧克力中發現小塊塑膠片，研判是在生產過程中朱古力鑄模的塑膠材料脫落，滲入朱古力，已經更換該批模具。同時，相關產品在8個地區有售賣，包括主要銷售地區英國、德國、瑞士、日本、新加坡、菲律賓、加拿大、奧地利和馬爾他。

## 全球化點心

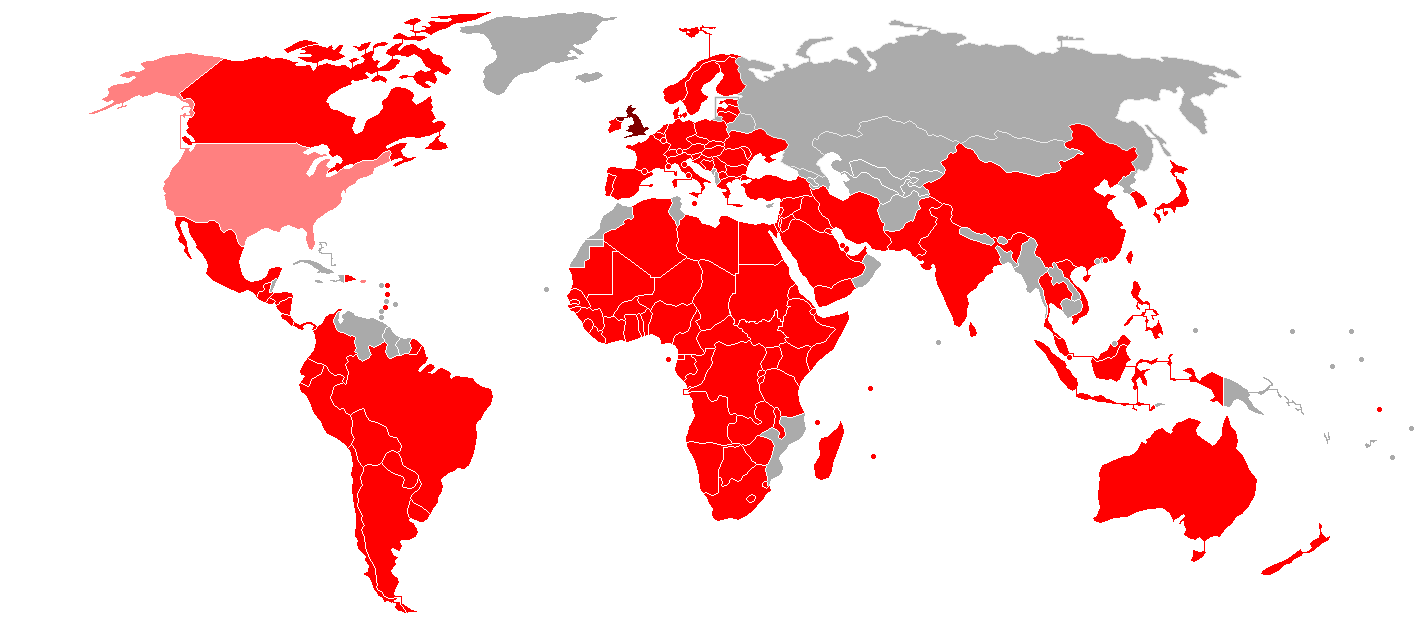
奇巧巧克力銷售的國家/地區。

奇巧巧克力棒在16个国家由雀巢生产：巴西、墨西哥、英国、加拿大、澳大利亚、新西兰、南非、德国、俄罗斯、日本、台灣、马来西亚、泰国、印度、土耳其、阿拉伯联合酋长国、保加利亚和阿尔及利亚。在美国，奇巧巧克力棒是由雀巢的竞争对手——好時集團授权生产的，这是基于与朗特里約克事先达成的授权协议。
2003年是奇巧巧克力的转折点，也是糖果行业的转折点。低碳水化合物饮食的流行，以及对健康饮食的推动抑制了世界许多地区的销售增长。此外，来自吉百利新成立的Dairy Milk超级品牌的激烈竞争，也导致 Kit Kat 在英国本土市场的销量大幅下滑，并可能令其失去第一的位置。雀巢和其他公司采用的解决方案是大幅增加新的和独特的口味数量，并将其作为限量版或特别版进行营销，通常一次只能提供几个月，以免影響到标准产品的销售量。这一策略最初扭转了 Kit Kat 的衰落，并被雀巢、好时、玛氏和其他同样成功的公司在世界范围内采用。
这导致了许多新口味和品种的奇巧和其他糖果出现在全球。虽然有些口味取得了成功，但许多口味失败了，並在这个过程中疏远了一些消费者，导致雀巢缩减了新品的推出。
2006年9月，雀巢宣布，他们将在约克郡的工厂裁员645个，并将所有生产的聪明豆（Smarties）转移到他们在汉堡的工厂。他们表示，此举将允许2000万英镑的投资，以现代化陈旧的约克工厂，并提高奇巧生产。
由于黑巧克力据称对健康有益，因此在世界各地的需求和偏好都有所增加，2006年9月，英国推出了四指巧克力 Kit Kat Fine Dark，作为永久产品，整个品牌的包装也发生了变化。好时几年前在美国以限量版的形式出售四條版奇巧黑巧克力，因這件事使的现在又开始重新製造了。
雀巢现在生产的双條板Kit Kat含有天然的香料，而且第一次，这种形式的Kit Kat适合純素食者。目前还不知道是否会有其他品种效仿。2014年，奇巧巧克力在英国排名第三，仅次于 Dairy Milk 和 Galaxy 巧克力。

## 設計
当初引进朗特里巧克力棒时，它的包装是红色的，在1945–1947年间曾短暂地变成蓝色。二战结束后，由于牛奶短缺，黑巧克力取代了牛奶巧克力。
自从二十世纪七十年代推出以来，好时巧克力在美国的包装和广告不同于在其他国家销售的所使用的品牌。2002年，好时Kit Kat采用了雀巢在世界各地使用的倾斜椭圆形商标，不过椭圆形是红色的，文字是白色的。美国版的「Kit Kat Chunky」被称为「Big Kat」。
在英国，该产品传统上包装在银箔和一个外部的纸带。在2001年，这被改为流动包装塑料。铝箔和纸包装仍然用于基特卡茨作为一个多包出售的一部分。

## 市场推广
1930年代推出后，朗特里約克的巧克力脆餅乾最初被宣傳為「最大的小餐」和「最好的茶伴」。在第二次世界大战期间，Kit Kat被描述为一个宝贵的战时食品，口号是「什么积极的人需要」。「Kitty the Kat」于1940年代末问世，着重强调了巧克力棒“丰富的全脂牛奶”的品质。由于当代制作方法的改进，这种全新改良的“能折斷”的巧克力棒也因为屏幕上的一块饼干被分成兩塊而受到欢迎。第一个奇巧海报出现在1951年，而第一个彩色电视广告出现在1969年。
自1958年以来，奇巧在英国和其他地方的口号一直是「來點休息 ... 來個Kit Kat」。然而，在1995年，雀巢曾试图将「來點休息」部分注册为商标。经过长达十年的法律诉讼，竞争对手馬氏对此提出异议，欧洲法院于2005年7月7日裁定将此案发回英国法院审理。2004年，雀巢英国使用的口号「让你的休息充分利用」，但后来回到原来的口号。
美国也使用了短暂的口号「這麼好吃，你就吼吧！」（Tastes So Good, You'll Roar），這個1980年代初期大眾廣知的口號在的電視廣告裡敘述著一名年轻男子到雜貨店裡吃起Kit Kat後，他咆哮的像一只狮子那么大声並把整棟雜貨店搖了起來，並把物品從架子上震下來。另一个短期的美國口号是「这就是你想要的」（That's What You Want），其电视广告描敘一群人從口袋掏出一堆不可能是食物的東西，直到掏出一塊Kit Kat。
「经典」 美国版本的《Gimme a Break》的奇巧巧克力叮当（在美國已自1986年以来一直使用）是由 Ken Shuldman 和 Michael A. Levine 的恆美廣告公司編曲的。卡麗·安德伍，夏恩柯文和許多工作室歌手，以及在廣告中出現在鏡頭中的人都在原版音樂裡有露面。辛辛那提大學研究員詹姆斯·克拉瑞斯（James J. Kellaris）在一項研究中引用了此叮噹作為十大耳蟲之一。 另一个在美國播放的“Gimme a Break”版本被使用在Kit Kat的工厂广告的叮当创造商业，這版本的原始记录是由Andrew W.K.（狂人安德魯）聘来编写一个新的《Gimme a break》口号。Andrew W.K.的广告版本包括在公司办公室和网络新闻编辑室裡跳舞。然而，较新的「经典」版本重新在2004年再次使用。
一艘馬耳他旅遊船MV Lady Davinia在2008年沈沒之前有一個獨特的紅色和白色Kit Kat油漆塗裝。
從2004年底到2006年底，雀巢Rowntree贊助了英國足球俱樂部York City F.C .。作為結果，俱樂部的主場Bootham Crescent更名為KitKat Crescent。
在2012年英国和爱尔兰的一次广告宣传活动中，推出了几种新口味的“Chunky Kit Kat”，並要求消费者投票选出自己最喜欢的口味。从白巧克力、双重巧克力、花生酱和橙子中选择，花生酱获得了47%的选票。类似的运动也发生在2013年，口味為薄荷、椰子、榛子和巧克力软糖。

### 與安卓系統的關聯
2013年9月5日，Google宣布下一代Android移动操作系统Android 4.4将被命名为KitKat，Google与雀巢的合作正式曝光。从雀巢公司获得了这个名字的使用许可，且没有金钱交易。在许多国家都进行了促销，推出了特别的 Android Kit Kat 巧克力棒，以赢得 Nexus 7電子設備和 Google Play Store 點數。

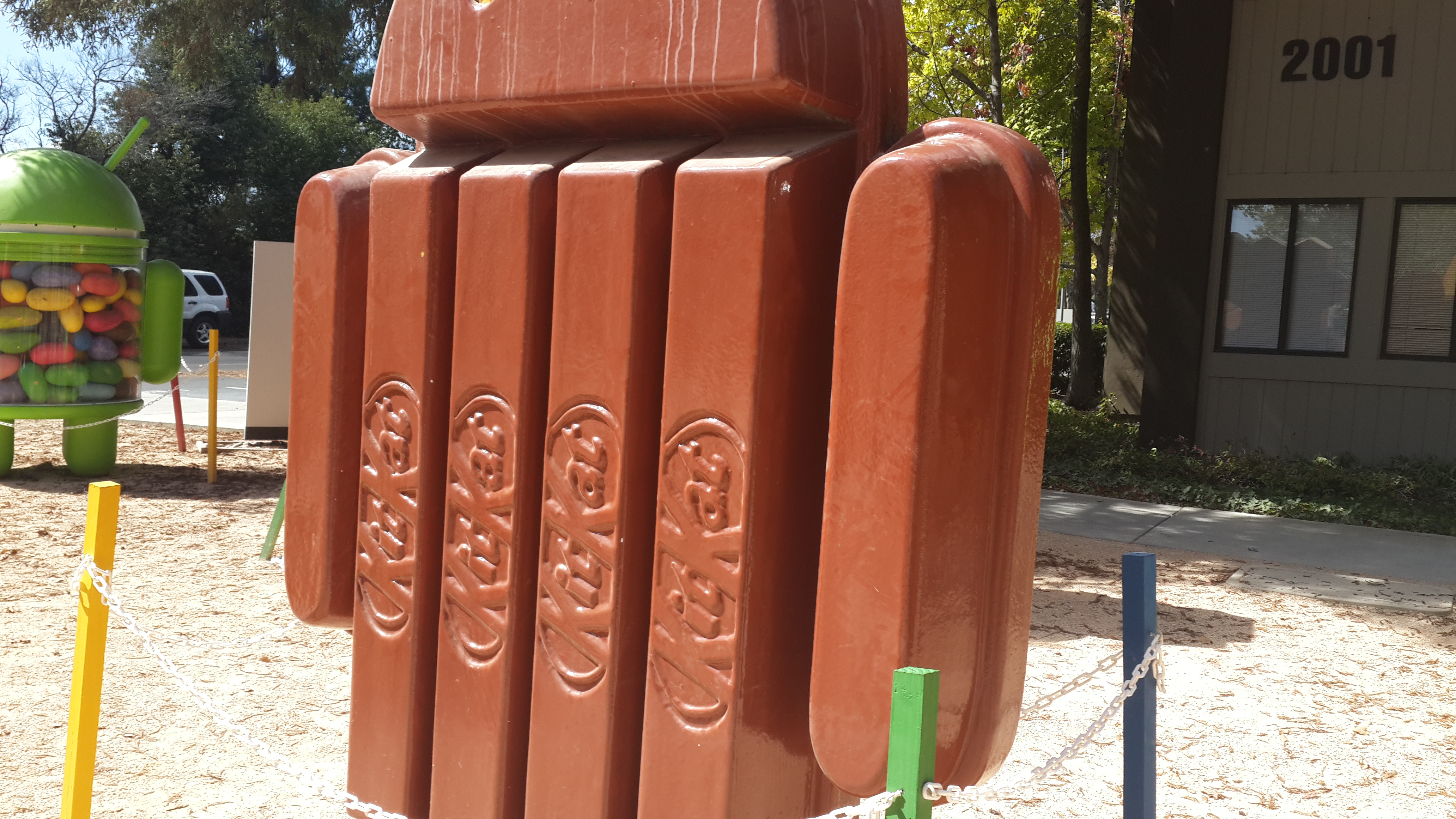
位於Googleplex總部的Kitkat條雕像

### 公平貿易認證
2009年12月，四指版本的Kit Kat巧克力被宣布将从2010年1月开始使用公平贸易認可的巧克力（受英國與愛爾蘭等國家認可）。2010年1月，推广公平贸易的奇巧巧克力被扩展到條狀版。

## 種類

### 口味

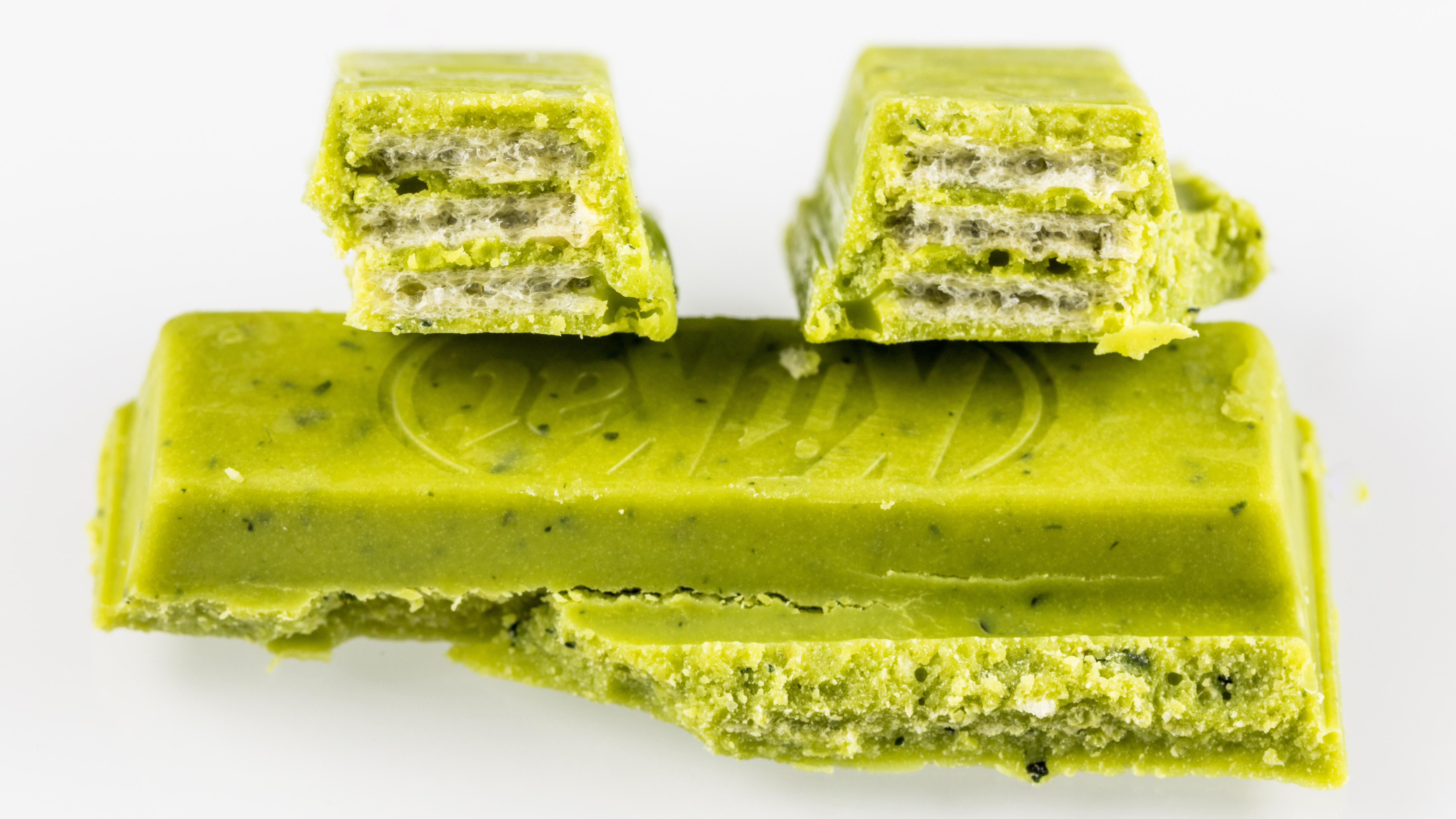
抹茶Kit Kat

市面上有好幾種不同口味的奇巧巧克力，有的是持续在售的，有的是纪念节日而在售的限量版。在日本，雀巢公司从2000年开始研發200多种不同口味，包括姜汁汽水、酱油、焦糖布丁、绿茶、清酒和香蕉，這些口味是为了吸引年轻买家而设计的。「Kit Kat」（キットカット）品牌名與日語「Kitto Katsu」（きっと勝つ）相近，意指「必胜无疑」，故常被当作幸运礼物来购买。
Kit Kat Orange 在1996年首次引入英国並在1998年引入爱尔兰。紧随其后的是1997年的 Kit Kat Dark 和 Kit Kat Mint。这三款产品在英国都有永久版的双條多數包，还有原味奇巧巧克力、白奇巧巧克力，以及2012年推出的奇巧奶油奇巧巧克力。

### 形狀

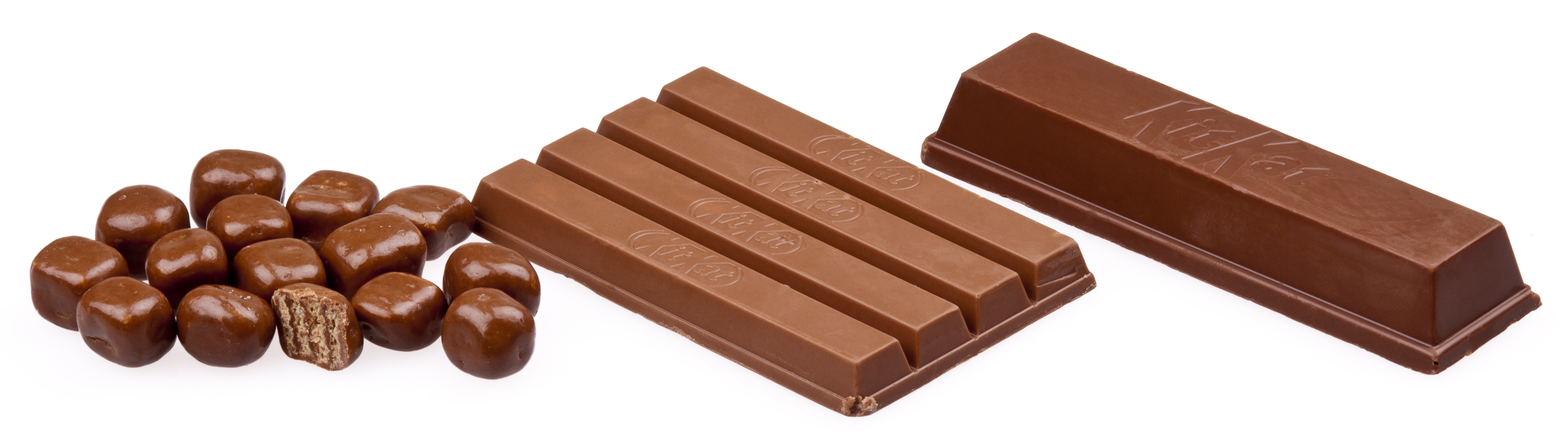
各種Kit Kat的形狀: Pop Choc, 普通和Chunky（或 Big Kat）

「标准奇巧巧克力條可以以不同的形式和营养价值下呈現。该条可以在一个微型的形式的两个手指的迷你條，或者一个较大的标准四條，或者在某些情况下，三條。
标准尺寸也有被升级到一个「怪物尺寸」，可以包括多达五根或八根巧克力條。英国于一九九八年推出大型單獨一條Chunky Kit Kat，以不同口味售卖。Chunky Kit Kat的市场也扩展到了加拿大。
其他形式和形状包括法国的「Choc'n'Go」單獨巧克力條包装，新西兰和澳大利亚的十二根「Family Block」，一口大小的「Pop Choc」，方形的「Kubes」，充满果仁的「Senses」，一杯酸奶巧克力和 Kit Kat 巧克力冰淇淋蛋捲。
1980年代，英国的自动售货机上出售一种比較短的奇巧巧克力棒。
日本在2014年推出  'N Tasty Mini Kit Kats Custard Pudding Flavour 。巧克力棒在食用前必须放在烤箱中烘烤，在这个过程中會使糖的表面焦糖化。
在2015年，一个能用來送禮的新豪华版本，稱為「Kit Kat吉红宝石」，在马来西亚推出。这盒配备20小條的红宝石巧克力棒裡包含著高级松露巧克力鮮奶油和进口烤榛子碎粒。
截至2017年，美国推出的新款巧克力棒包括标准尺寸和特大尺寸的四條巧克力棒、覆盖白巧克力或黑巧克力的标准尺寸巧克力棒、为万圣节准备的小條橙色巧克力棒、包装好的一袋迷你型奇巧巧克力（原装和各类包装）、未包装的迷你巧克力、重新设计的大巧克力，以及特大尺寸的大巧克力（两款大巧克力棒版本）。

## 墨尔本巧克力工廠
奇巧在澳大利亚墨尔本的墨尔本中央购物中心开了一家巧克力店。这家店允许讓顾客利用触摸屏和店面所提供的原料來當場製造客製化的奇巧巧克力，顧客需要現場等待現做的巧克力。

## 評論和争议
2010年3月，Kit Kat因有使用棕榈油被成为绿色和平组织抵制的目标，其環境組織聲稱使用棕欖油會導致印度尼西亞紅毛猩猩的森林棲息地遭到破壞。有一個綠色組織的Youtube影片因在網路上爆紅造成雀巢宣布與The Forest Trust建立合作夥伴關係，以製定“負責任的採購指南”，並確保其產品沒有留下森林破壞的足跡。他們的目標是能在2015年實現完全可持續採集棕櫚油的方法。雀巢表示，2017年購買的棕櫚油中有58％是來自可靠的來源。
Kit Kat在北美市场上，在牛奶巧克力使用PGPR （polyol polyricinoleate, E476，又名 Palsgaard PGPR 4150）成分；PGPR可以减少可可脂的用量，也可以作为乳化剂。美国食品和药物管理局（FDA）已经确定，每公斤体重7.5毫克的钠对人体是安全的。但在更高剂量下，肝脏和肾脏會增大。

## 外部連結
- Nestlé: Kit Kat（页面存档备份，存于）
- The Hershey Company: Kit Kat（页面存档备份，存于）